# St. Andreas (Fulda-Neuenberg)
| St. Andreas (Fulda-Neuenberg) | St. Andreas (Fulda-Neuenberg)          |
| ----------------------------- | -------------------------------------- |
|                               |                                        |
| Ort                           | Fulda-Neuenberg                        |
| Konfession                    | römisch-katholisch                     |
| Diözese                       | Fulda                                  |
| Patrozinium                   | Andreas (Apostel)                      |
| Baujahr                       | 1023                                   |
| Bautyp                        | Saalkirche und ehemalige Klosterkirche |
| Funktion                      | Pfarrkirche                            |

St. Andreas ist eine römisch-katholische Pfarrkirche im Fuldaer Stadtbezirk Neuenberg im osthessischen Landkreis Fulda, die zum Bistum Fulda gehört. Die heutige Pfarrkirche ist aus der ehemaligen Klosterkirche des Klosters Neuenberg hervorgegangen und ist dem Dekanat Fulda zugeordnet.
Das Kirchengebäude steht unweit der Bardostraße (B 254) am Andreasberg 5.

## Geschichte

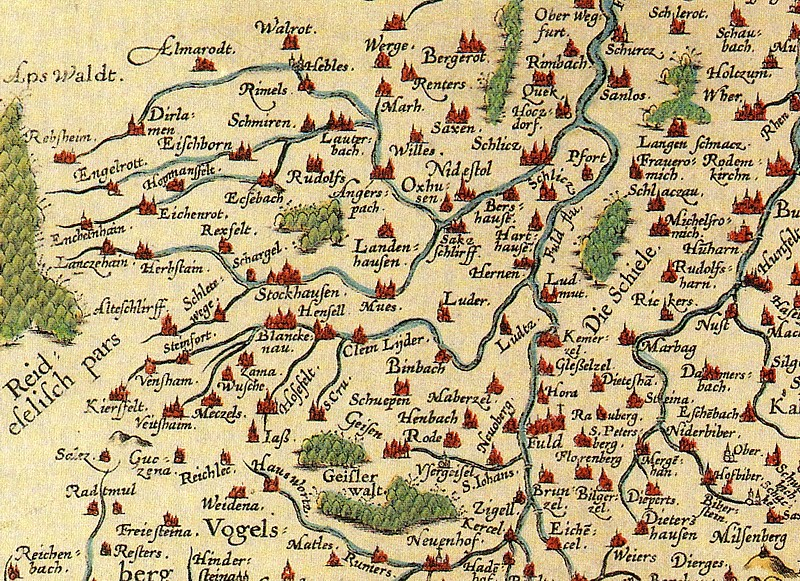
Lage von Neuenberg (Neuoberg) auf einer Karte des Hochstifts Fulda von 1574

Die Kirche St. Andreas wurde als einschiffige, kreuzförmige Kirche, 1020 – 1023 als Propsteikirche – Klosterkirche mit Querschiff, Apsis und Krypta mit Wandmalereien errichtet. Die Klosterkirche erhielt einen Westturm. 1023 wurde die fertiggestellte Kirche auf dem Neuenberg durch den Mainzer Erzbischof Aribo konsekriert.
Die Kirche war zunächst Teil des Klosters Neuenberg. Es wurde 1023 durch den Fuldaer Abt Richard von Amorbach († 1039) am Neuenberg vor den Mauern der Stadt Fulda gegründet.
Erster Vorsteher (praepositus ~ Propst) wurde Bardo, ein Verwandter der Kaiserin Gisela, der acht Jahre später Erzbischof von Mainz werden sollte. Das Kloster beherbergte in den ersten Jahren etwa 25 Mönche.
Abt Richard wurde im von ihm gegründeten Kloster am 24. Juli 1039 beigesetzt. Seine Grabstelle befindet sich bis heute unverändert in der Kirche. Es ist das einzige erhaltene Abtsgrab in Fulda, das aus der Zeit vor 1700 stammt.
Die gotische Johanneskapelle im ersten Turmgeschoss der St. Andreaskirche wurde im Jahr 1480 von Propst Gerlach II. errichtet. Davon sind bis heute noch die Altarnische mit Durchblick zum Chorraum der Kirche, die steinerne Mensa und außerdem das gotische Kreuzrippengewölbe mit einem dreiblättrigen Kleeblatt als Schlussstein, erhalten.

### Neuzeit

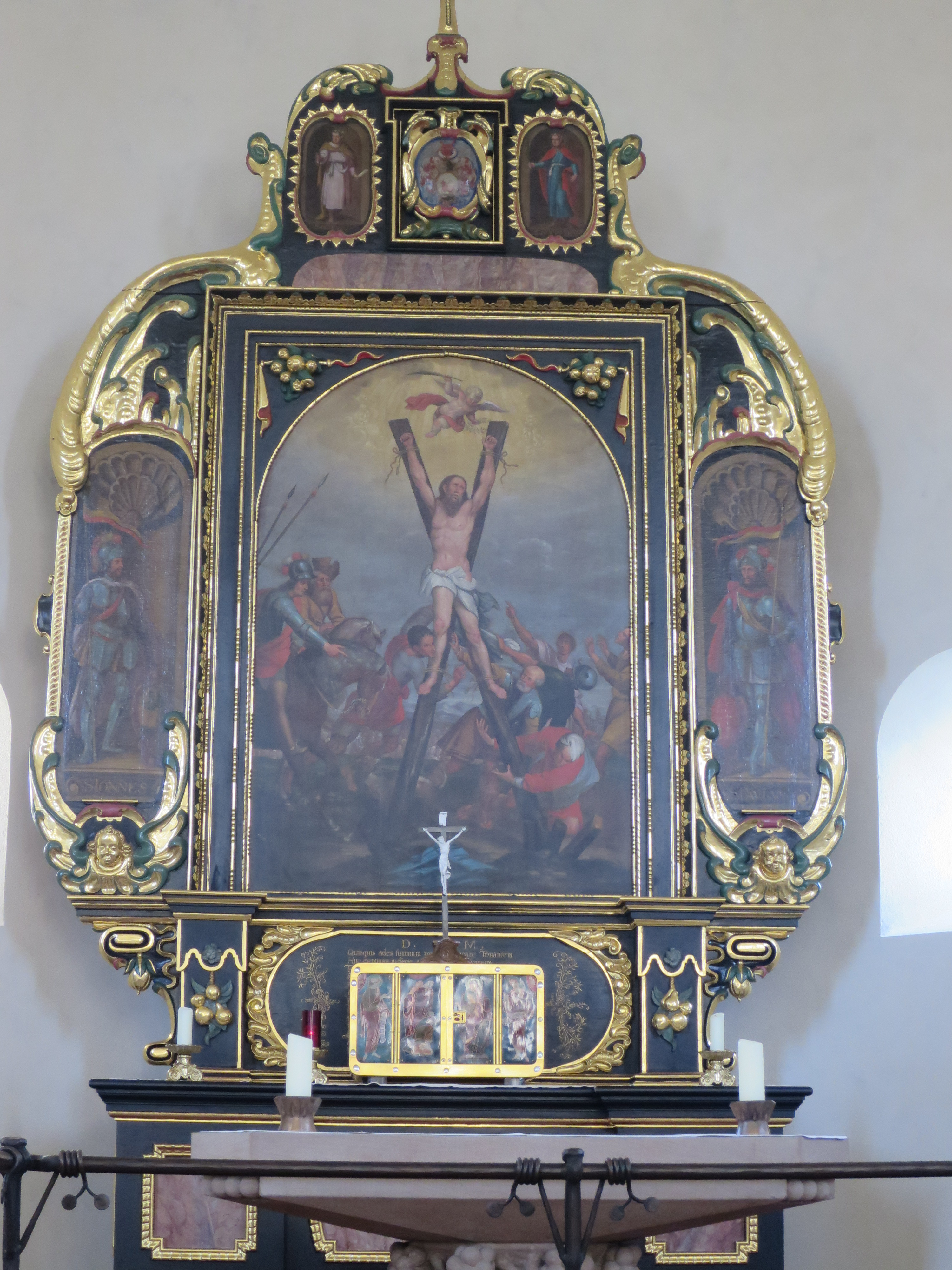
Der Hochaltar 1647 von H. Klemp zeigt das Martyrium des hl. Andreas

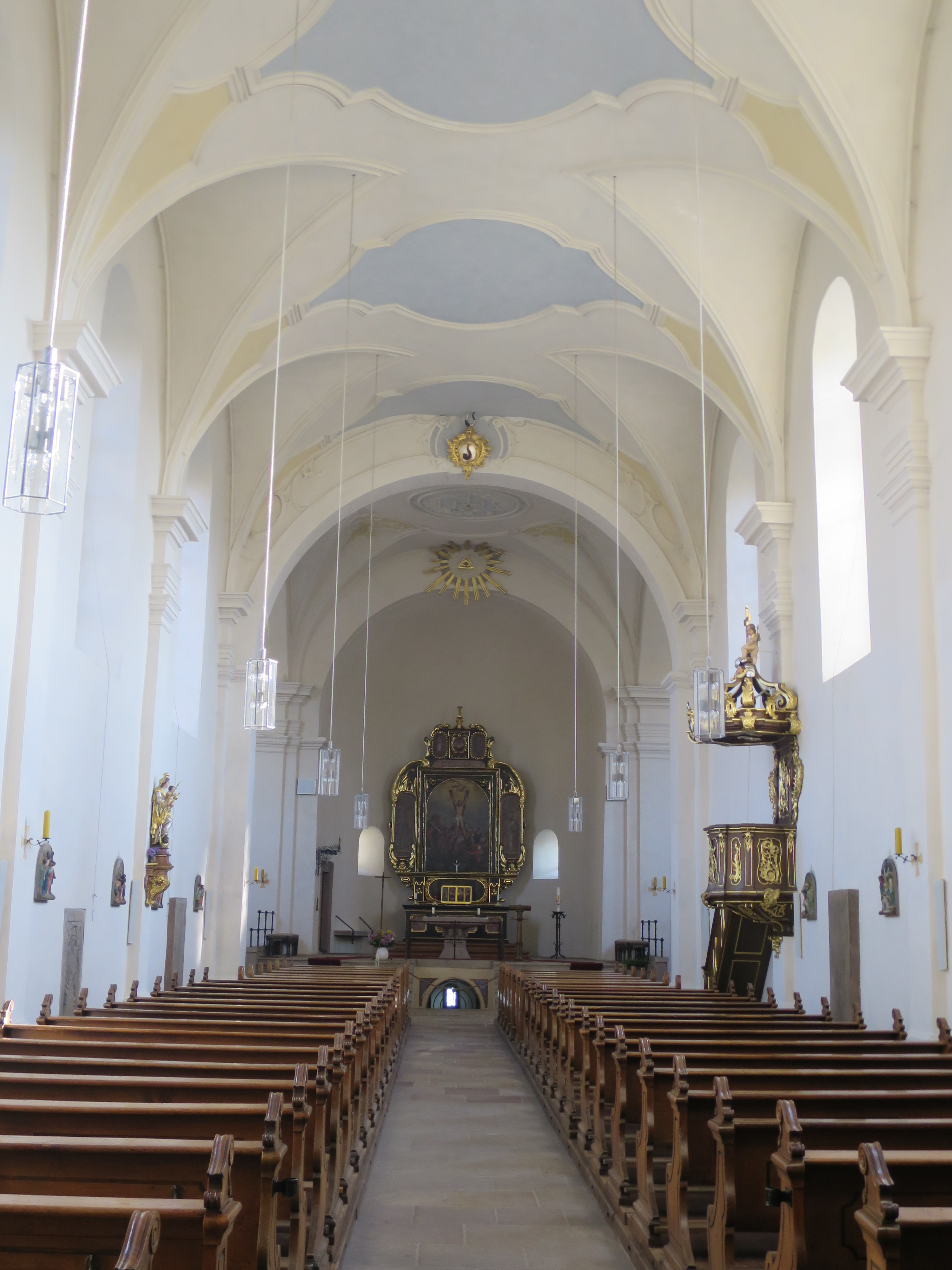
Innenansicht (2018)

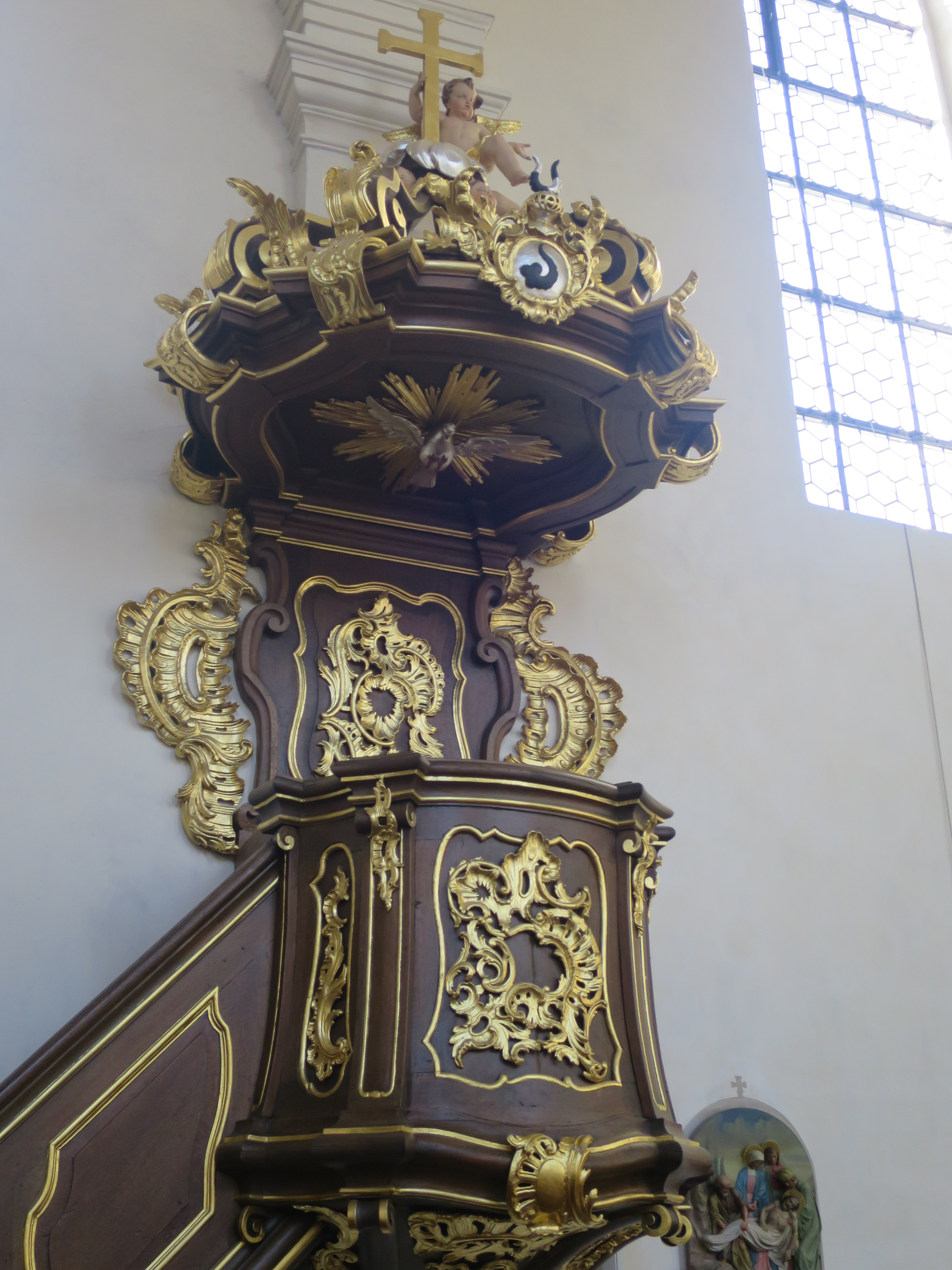
Die barocke Kanzel von K.Ph. Arndt, 1767, mit Rokokoornamenten

Verheerende Zerstörungen des Klosters Neuenberg brachte die Osterwoche 1525, als revoltierende Bauern aus Schwaben, Franken und dem Fuldaer Land während des Bauernkrieges über Dipperz bis nach Fulda vorgestoßen waren. Nach den Verwüstungen des Klosters kehrten angeblich die vertriebenen Benediktinermönche nicht mehr in ihr Kloster zurück. Die Klosterkirche konnte bestehen und wurde bis heute nicht zerstört.
Im Siebenjährigen Krieg wurde das Kirchengebäude mehrere Jahre von der französischen Armee als Lazarett genutzt. Drei Jahre nach Kriegsende wurde die Andreaskirche durch Probst Carl von Fechenbach (1699–1773) renoviert und dabei im Stil des Barock umgestaltet. Das Kirchenschiff erhielt große Fenster, und die romanische Balkendecke wurde durch ein Stuckgewölbe ersetzt.

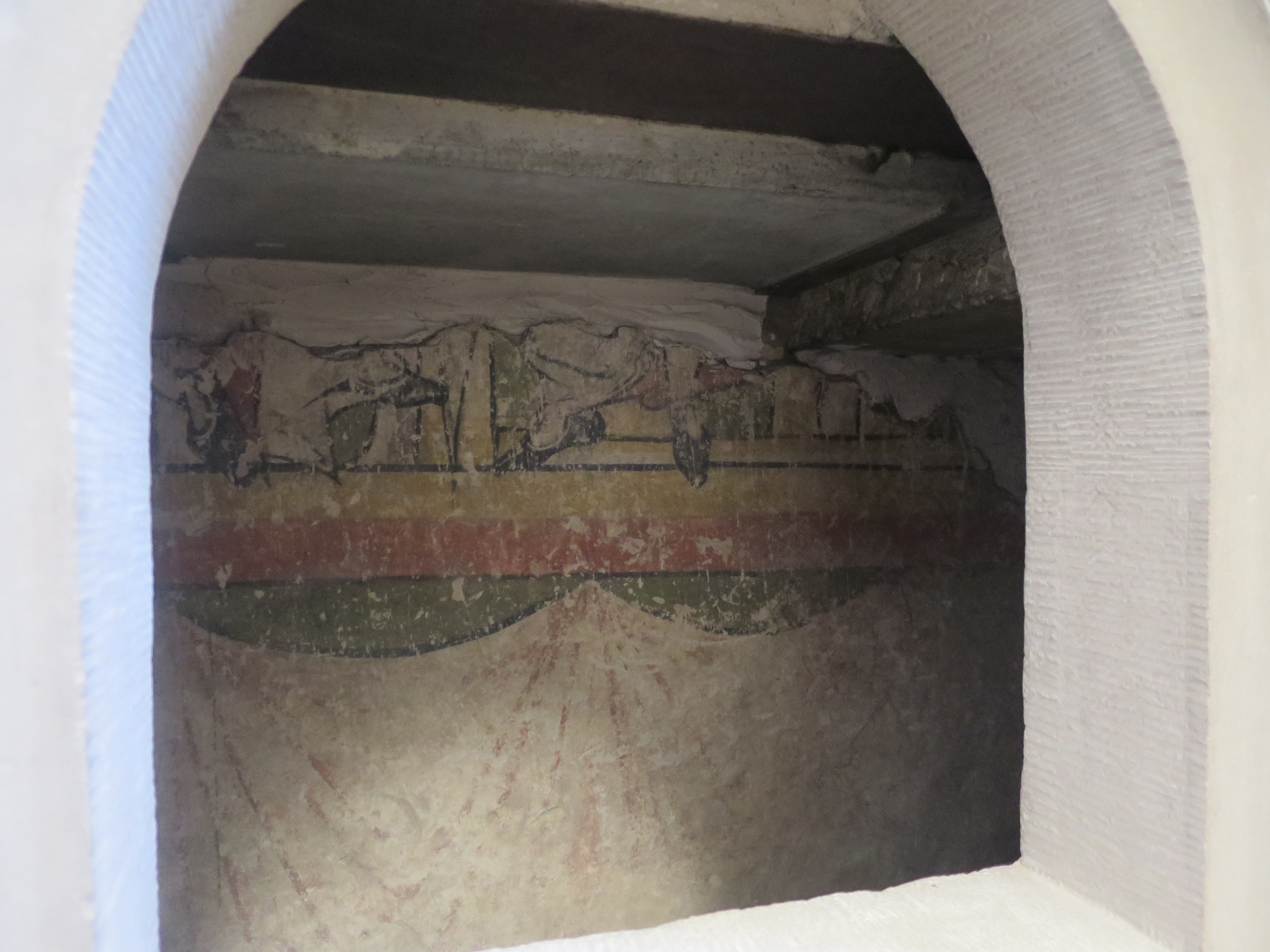
Spätromanischer Fries, rechts in einer Nische bei der Treppe zur Krypta

Nach kriegsbedingter Aufgabe des Klosters zunächst 1632, endgültig zu Beginn des 18. Jahrhunderts (bei Fortbestand der Propstei, die weiterhin über den  vom Propsteiamt Andreasberg verwalteten Grundbesitz des Klosters verfügte, bis zur Säkularisation 1802) diente die Klosterkirche dem Dorf seit 1710 als Pfarrkirche. Bis 1715 gehörte die Gemeinde Neuenberg zur Pfarrei Haimbach, wurde 1715 Filiale der Dompfarrei; seit 1939 war sie Kuratie und seit 1962 selbständige Pfarrei. Im Jahr 1952 kam es zur Umgestaltung des Kircheninnenraums mit dem Ziel das Erscheinungsbild dem
ottonischen Original anzunähern. Modernisierungen des Innenraums der Kirche, insbesondere drei großformatige Wandgemälde von Ferdinand Lammeyer, die 1955 fertiggestellt worden waren, wurden 1985 rückgängig gemacht; im Unterschied zu den beiden Seitenaltären kehrte der Renaissance-Hochaltar von 1647 im Rahmen einer Rebarockisierung des Innenraums der Kirche wieder zurück.
Seit 2021 ist St. Andreas Pfarrkirche der neugegründeten Großgemeinde St. Martin, die neben Neuenberg die Kirchorte Giesel, Haimbach, Maberzell und Oberrode umfasst.

## Krypta
Während die Kirche im Lauf der Zeiten mehrfach umgebaut wurde, blieb die ottonische Krypta der Klosterkirche nahezu noch im Originalzustand unter der Propsteikirche St. Andreas erhalten: Unter dem erhöhten Kirchenchor öffnet sich ein von vier Säulen getragener, etwa sechs mal sechs Meter großer und drei Meter hoher Raum. Die Malereien in den Fensternischen und an den Gewölben zeigen Christusbilder, alttestamentarische Opferszenen, einen Prozessionszug von 22 Engeln in Richtung Altar sowie Ornamentbänder und Bildnisse gekrönter Figuren. Sie wurden in so Seccotechnik ausgeführt. An der Ostwand in der Apsis befinden sich drei kleine romanische Fenster, in deren Laibungen die alttestamentlichen Gestalten Abel, Abraham und Melchisedek dargestellt sind. Diese gelten seit frühchristlicher Zeit als Opfervorbilder für das Kreuzesopfer Christi und die Darbringung der Eucharistie. Im Lauf der Jahrhunderte verschwanden die Bilder unter bis zu acht Farbschichten und wurden erst 1932 bei Instandsetzungsarbeiten wiederentdeckt und freigelegt. Renoviert wurden die Malereien zuletzt von 1993 bis 2006.

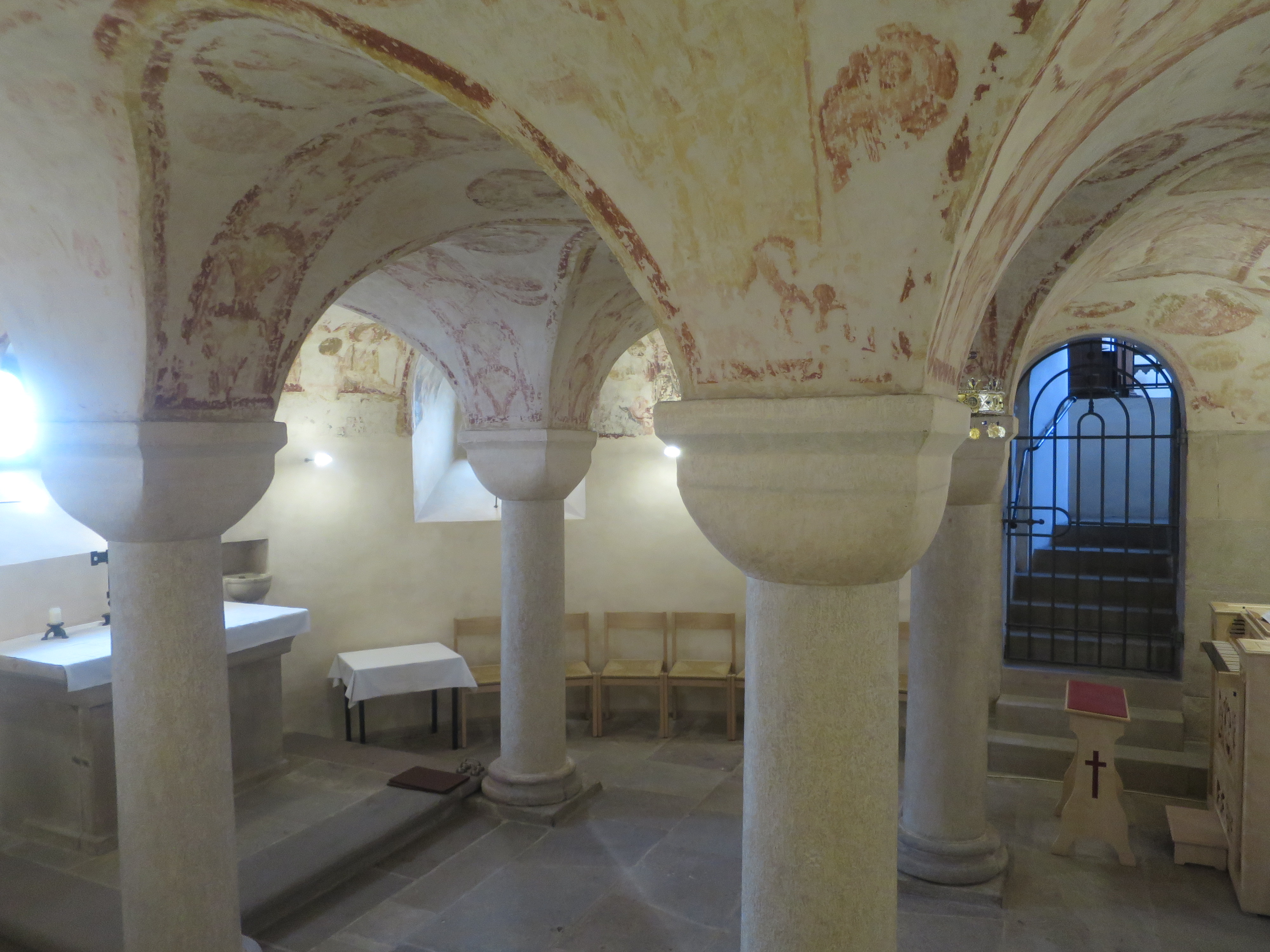
Krypta der St.-Andreas-Kirche nach der 15 Jahre dauernden Restaurierung

Es gibt nur noch zwei Krypten mit einem geschlossenen Sakralraum und Wandmalereien in Deutschland, die aus ottonischer Zeit erhalten sind. Die Krypta wurde am 3. Februar 2006 nach 15-jähriger Analyse und Restaurierung von Bischof Heinz Josef Algermissen wieder geweiht.

## Orgel
In ein Rokoko-Orgelgehäuse, das sich seit etwa 1760 in der Kirche befindet, wurde 1964 eine neue Orgel aus der Werkstätte von Matthias Kreienbrink mit neobarockem Klangbild eingebaut. Das Instrument hat eine mechanische Schleifladentraktur und verfügt über folgende Disposition:
| I Hauptwerk        |       |
| Principal          | 8′    |
| Holzgedackt        | 8′    |
| Violflöte          | 8′    |
| Oktave             | 4′    |
| Gemshorn           | 4′    |
| Oktave             | 2′    |
| Quinte             | 1 ⁄3′ |
| Mixtur IV          | 1 ⁄3′ |
| Silbermanntrompete | 8′    |

| II Brustwerk       |     |
| Gedackt            | 8′  |
| Rohrflöte          | 4′  |
| Praestant          | 2′  |
| Sifflöte           | 1′  |
| Sesquialter II-III | 1′  |
| Dulzianregal       | 16′ |
| Tremulant          |     |

| Pedal           |     |
| Subbass         | 16′ |
| Prinzipalbass   | 8′  |
| Gedacktbass     | 8′  |
| Choralbass      | 4′  |
| Pedalcornett IV |     |
| Posaune         | 16′ |

- Koppeln: II/I, I/P, II/P

## Kunst in St. Andreas
Die Kirche St. Andreas als ehemalige Klosterkirche ist für ihre modernen sakralen Kunstgegenstände bekannt, die unter anderem aus der Hand des Goldschmiedes Michael Amberg (Würzburg) und der Benediktinerin Lioba Munz, die in Fulda gelebt hatte, stammen.
Zu diesen Kunstgegenständen gehören:
- der „Bardokelch“
- ein Evangeliar
- eine Hostienschale
- ein Ziborium
- eine Custodia
- ein Vortragekreuz
- Ikonen von Makarius Tauc (u. a. Bonifatius und Marienikone)
- die Hauskapelle des Pfarrers, die ebenfalls von Makarius Tauc ausgemalt wurde
- eine Monstranz (~ 1700)
- eine Reliquienkrone für die restaurierte Krypta
- die restaurierte Krypta

## Pfarrgemeinde
St. Andreas ist die Pfarrkirche der Pfarrei St. Martin Fulda, unweit des Zentrums der überwiegend katholischen Kreisstadt Fulda. Sie gehörte bis Dezember 2020 dem Pastoralverbund St. Antonius von Padua Fulda-West im Dekanat Fulda an:
- St. Andreas (Fulda-Neuenberg) in Fulda-Neuenberg
- St. Markus in Fulda-Haimbach mit der Filialgemeinde St. Hubertus in Fulda-Oberrode sowie der St. Josefskapelle in Fulda-Mittelrode
- St. Laurentius in Giesel
- Heilig Kreuz in Maberzell

Die frühere Pfarrei St. Andreas Neuenberg gehört seit 2021 zur Pfarrei St. Martin Fulda, zu der sich alle bisherigen Gemeinden des Pastoralverbundes St. Antonius von Padua Fulda-West zusammengeschlossen haben. Pfarrer der Pfarrei St. Martin ist Pfr. Markus Schneider.